# 태신호 화재
태신호 화재 사고는 1956년 1월 12일, 삼천포항에 기항 중이던 조선기선 소속의 태신호에서 화재가 발생하여 60명이 넘게 사망한 사건이다.

## 사고 경위
1956년 1월 12일 새벽 3시 30분, 부산발 여수행으로 삼천포 앞바다에서 기항 중이던 조선기선주식회사의 135톤급 선박 태신호에서 화재가 발생하였다. 불은 3시간 만에 진화하였고, 잠자고 있던 승객 147명 중 66명이 사망하였다. 경·중상자를 합하여 사상자는 88명이었다.
태신호는 1955년 12월에도 통영 앞바다에서 태풍호와 충돌하여 5명이 행방불명된 사고가 있었다.

## 사후 처리 및 여파
국회는 1월 13일 태신호 사건을 조사하는 진상조사위원회를 구성하기로 합의하였다.
사고의 희생자를 위로하기 위해 각지에서 위문품이 모여들었으며, 태신호 조난사건대책본부에서는 유족들에게 사망자 1인당 10만 환을 지급하였다. 조선기선에서는 장례비로 1인당 3만 환, 위자료로 10만 환을 지불하기로 하였다.
이 사고를 계기로, 선박여객보험제도를 제정해야 한다는 여론이 형성되기도 했다.

## 원인 분석 및 논란
화재 원인은 선원의 부주의에 의한 것으로 알려졌다. 치안국에서는 선박내의 소방시설과 정원에는 위반이 없다고 하였다.현지 경찰은 조사 결과, 선장이 화재가 발생한 배의 소실을 막기 위해 3등 선실의 하나 뿐인 출입구를 봉쇄하였고, 그로 인한 질식으로 다수의 사망자가 발생하였다고 치안국에 보고하였다. 1월 22일 경찰의 확인에 의해, 태신호는 정원이 승객 122명, 선원 11명이었으며, 사고 당일에는 147명이 승선하였음이 밝혀졌다. 또한 객실 안에 선원실을 둔 것도 사고 확대의 원인으로 지적되었다.